# La Farga de Moles
La Farga de Moles es una localidad perteneciente al municipio de Valles del Valira, en la provincia de Lérida, comunidad autónoma de Cataluña, España. En 2019 contaba con 15 habitantes.